# Diego Nicolás Eduardo
Diego Nicolás Martín Eduardo y Villarreal (San Cristóbal de La Laguna, Tenerife, 12 de noviembre de 1734 - Tacoronte, Tenerife, 30 de enero de 1798) fue un arquitecto español y dibujante, canónigo de la Catedral de Santa Ana de Las Palmas de Gran Canaria. Fue el introductor del estilo neoclásico en la arquitectura de las Islas Canarias.

## Biografía
Nació en el seno de una familia de origen irlandés (el apellido familiar era Edwards, pero fue castellanizado como Eduardo). Diego Nicolás se trasladó tempranamente con su familia a Tacoronte en donde establecieron su residencia.
Entre 1744 y 1747 cursa los primeros estudios en la Universidad de San Agustín en La Laguna (origen de la Universidad de La Laguna actual), hasta que esta fue clausurada en 1747. Se forma en dibujo y arquitectura en Granada, Madrid y Segovia, convirtiéndose tras sus estudios en el primer director de la Escuela de Dibujo de Gran Canaria. En 1769 se convierte en capellán de la Academia Militar de Artillería en Segovia.
En 1776 toma posesión de la plaza de racionero en la Catedral de Santa Ana de la ciudad de Las Palmas de Gran Canaria, teniendo un importante papel en las obras de reformas de este edificio, no sin polémica, pues fue criticado y denunciado por algunas de sus actuaciones. En concreto como canónigo del templo fue responsable de abovedar la catedral y completar el cimborrio, entre otras cosas. También realiza la reforma de la Iglesia Matriz de Santiago de Los Caballeros de Gáldar siguiendo el proyecto de su hermano Antonio José Eduardo. Realiza además varios proyectos de construcción y reforma de otros edificios de arquitectura religiosa.
Diego Nicolás Eduardo construyó la actual Parroquia Matriz de San Agustín del barrio de Vegueta de la ciudad de Las Palmas. En 1787 es nombrado profesor de la Academia de Dibujo de Las Palmas, fundada por la Real Sociedad Económica de Amigos del País de Gran Canaria, teniendo alumnos destacados como Luján Pérez.
Apenas cuatro meses después de haber regresado a su isla natal, Nicolás Eduardo fallece en Tacoronte, el 30 de enero de 1798. Posteriormente, el Cabildo Catedral de Las Palmas acordó realizar una lápida y un busto o retrato para honra del dibujante y constructor de su catedral y por el mérito extraordinario de su obra.